# 曲雲霞
曲雲霞（きょく うんか、Qu Yunxia, 1972年12月25日 - ）は、中華人民共和国遼寧省大連市出身の陸上競技選手。1992年バルセロナオリンピック女子1,500mの銅メダリストである。身長163cm、体重55kg。
曲雲霞は、中国の陸上コーチ馬俊仁が率いる「馬軍団」に所属していた選手である。彼女は翌年の世界陸上選手権にも出場し、3,000mで金メダルを獲得している。このときは銀メダル・銅メダルも馬軍団所属の中国選手が獲得し表彰台を独占した。また、1,500mと10,000mでも馬軍団の劉冬、王軍霞が優勝し、女子中長距離3種目を制した。
同じ年に開催された、第7回全国運動会で、曲雲霞は1,500mで3分50秒46の世界新記録を樹立した。これは、1980年にソ連のタチアナ・カザンキナが持っていた当時最古の世界記録を13年ぶりに更新するものであった。この記録は2015年にゲンゼベ・ディババに更新されるまで22年間世界記録であった。
曲雲霞の世界記録が、他選手の記録と比較してあまりにも突出していることから、以後たびたび曲に対するドーピング疑惑が囁かれている。曲らが所属していた馬軍団ではこれについて、選手たちに漢方薬の冬虫夏草を飲ませていたからと主張している。
2016年2月、香港の新聞サウスチャイナ・モーニング・ポストは、1995年に中国の作家が王軍霞から「大量の違法薬物を何年も服用させられたのは事実だ」と記した手紙を受け取り、その手紙の写真をテンセントのサイトに今月掲載したと報じた。この作家は当時馬軍団の薬物疑惑を調査しており、手紙には他の選手9人の署名も記されていた。報道に対して国際陸上競技連盟は、「まず手紙が本物であることを確かめなければならない」と中国陸上競技連盟に協力を依頼した上で、事実関係調査を始める意向と伝えられている。

## 自己ベスト
- 1,500m -  3分50秒46（1993年）元世界記録
- 3,000m -  8分12秒18（1993年）
- マラソン - 2時間24分32秒（1993年）